# سرمایه، جلد ۲

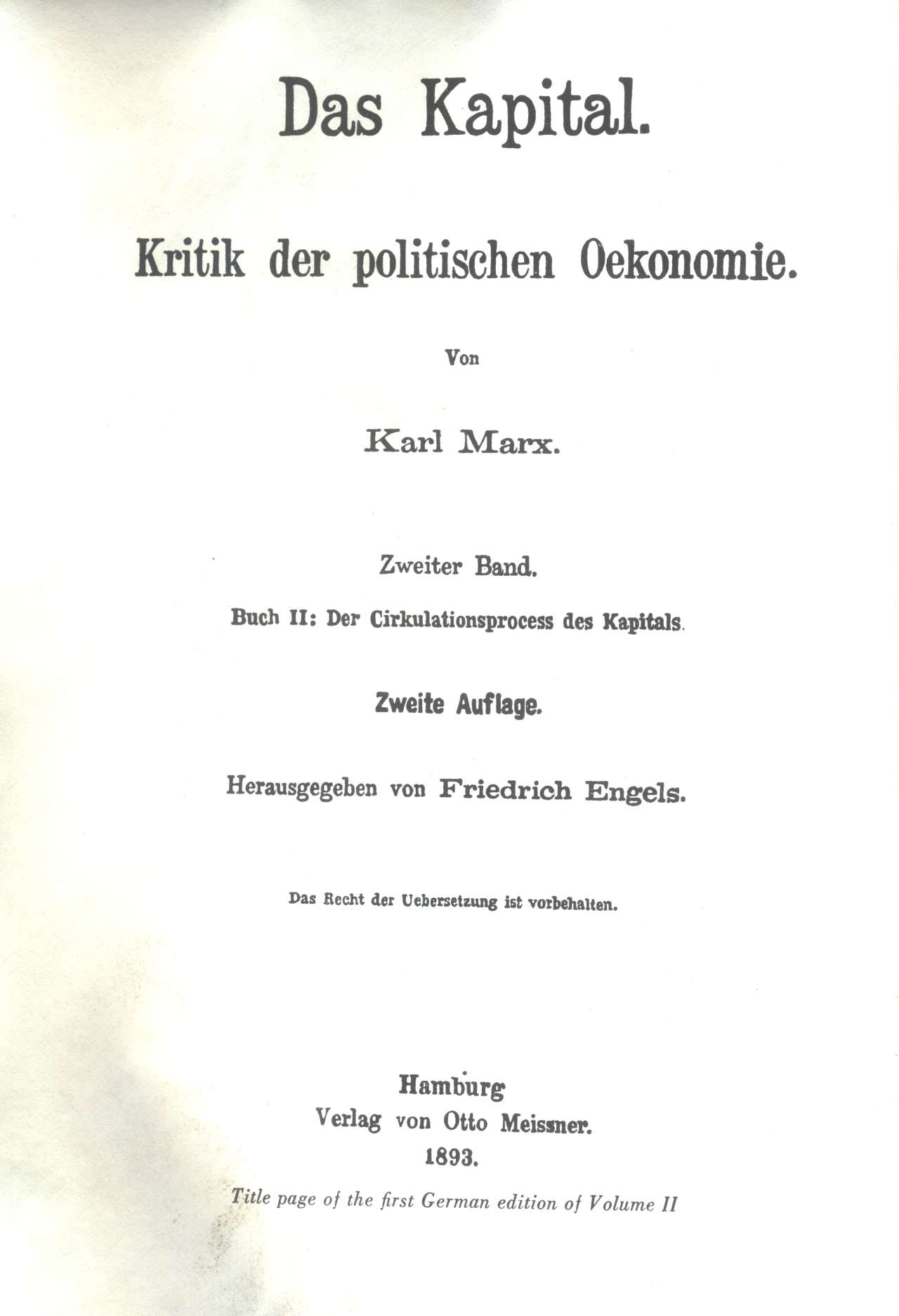
کتاب سرمایه جلد دوم

سرمایه، جلد ۲ (انگلیسی: Capital, Volume II) با نام کامل سرمایه، جلد ۲: فرایند گردش سرمایه دومین جلد از مجموعه سه جلدی کتاب سرمایه: نقادی اقتصادی سیاسی است. این کتاب مجموعه یادداشت‌های کارل مارکس است که فردریش انگلس پس از مرگ وی گردآوری و تدوین کرده و در سال ۱۸۸۵ منتشر شده‌است.

## محتوا
این جلد به سه بخش تقسیم شده‌است:
1. دگرگونی‌های سرمایه و گردش‌های آن
2. انتقال سرمایه
3. بازتولید و گردش سرمایه اجتماعی متراکم